# R410A
R410A is een koudemiddel dat het vroegere R407C vervangt. Dit verving het verboden freon chloordifluormethaan (R22) volgens het Montrealprotocol. Het wordt gebruikt in koelmachines die koelen tot 0°C, zoals koelkasten en airconditioners.
R410A is een azeotroop mengsel, bestaande uit 50% R32 (difluormethaan) en 50% R125 (pentafluorethaan).